# Tragèdia àtica

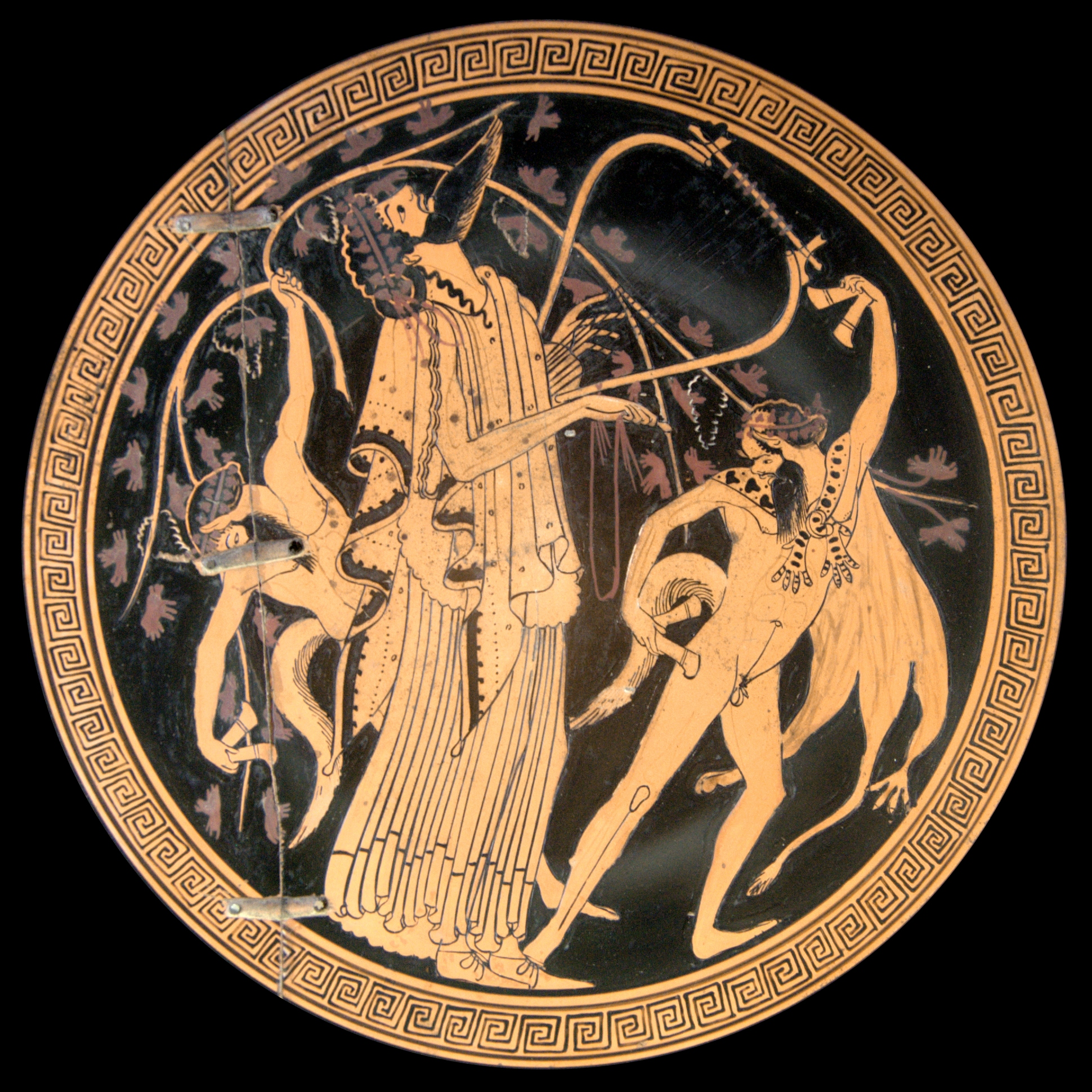
Dionís i dos sàtirs, any 480 aC.

La tragèdia àtica és un tipus d'obra d'art, en el marc de les arts escèniques, que es va crear a l'antiga Grècia, al segle v aC, com a resultat de l'aparellament de l'art "apol·lini", del déu Apol·lo i que correspon a les arts figuratives, i l'art "dionísic", del déu Dionís i que correspon a les no figuratives (com la música, per exemple). Un exemple de tragèdia àtica és Les Bacants d'Eurípides.
A la tragèdia àtica el públic estava situat al costat de l'orquestra, amb el cor teatral i sense que hi hagués cap oposició entre uns i altres. Els grecs dionisíacs eren servents de Dionís, plens de joia, que es veien com a geni naturals restablerts (sàtirs). Els intèrprets, que formen el cor, són la imitació artística d'aquest fenomen natural, i a la tragèdia àtica serien com posseïts dionisíacs que canten i ballen mentre que el públic, barrejat amb ells, es deixaria representar com a sàtirs, fent d'espectadors dionisíacs.
Com a temàtica, sovint planteja el conflicte entre família i ciutat, en el sentit que els antics herois dels quals tracta, amb uns valors que ja els resulten els espectadors que la miren ja no els reconeixen com a propis. Les tragèdies es representaven una sola vegada al públic, però almenys a Atenes eren disponibles per escrit. Alexandre d'Etòlia, per exemple, va ser un poeta i gramàtic d'Alexandria que es va dedicar a la sistematització dels textos de la tragèdia àtica.